# Puchar Ameryki Południowej w narciarstwie alpejskim 2013
Sezon 2013 Pucharu Ameryki Południowej w narciarstwie alpejskim rozpoczął się 21 sierpnia w chilijskim Valle Nevado. Ostatnie zawody z tego cyklu miały zostać rozegrane między 30 września a 4 października 2013 roku w chilijskim Nevados De Chillan, ale zostały odwołane. Zaplanowano 11 zawodów dla kobiet i mężczyzn.

## Puchar Ameryki Południowej w narciarstwie alpejskim kobiet
Wśród kobiet Puchar Ameryki Południowej zdobyła Argentynka Nicol Gastaldi.
W poszczególnych klasyfikacjach tryumfowały:
- zjazd:  Dominique Gisin
- slalom:  Nicol Gastaldi
- gigant:  Noelle Barahona
- supergigant:  Jelena Jakowiszina
- superkombinacja:  Tina Weirather

## Puchar Ameryki Południowej w narciarstwie alpejskim mężczyzn
Wśród mężczyzn Puchar Ameryki Południowej sprzed roku obronił Argentyńczyk Cristian Javier Simari Birkner.
W poszczególnych klasyfikacjach tryumfowali:
- zjazd:  Josef Ferstl
- slalom:  Cristian Javier Simari Birkner
- gigant:  Cristian Javier Simari Birkner
- supergigant:  Josef Ferstl
 Klaus Brandner
- superkombinacja:  Thomas Mermillod Blondin